# Helia bilunulalis
Helia bilunulalis là một loài bướm đêm trong họ Erebidae.